# Relaciones Australia-Unión Europea
Australia y la Unión Europea (UE) tienen relaciones sólidas y están cada vez más atentas a los problemas internacionales. Estas se basan en un Marco de Asociación, acordado por primera vez en 2008. Cubre no solo las relaciones económicas, sino también las cuestiones políticas más amplias y la cooperación.
El gobierno australiano mantiene una delegación en la UE en su embajada en Bruselas. Una delegación de la Unión Europea se encuentra en Canberra.

## Historia
La relación de Australia con Europa es el resultado de las conexiones históricas generadas por el colonialismo y la inmigración masiva de europeos a Australia. Se han teorizado los posibles primeros avistamientos de la Australia continental por parte de  Portugal. Sin embargo, los primeros desembarcos europeos documentados ocurrieron desde marzo de 1606 por parte de Holanda. Australia sería posteriormente explorada y conquistada, entre los siglos XVIII y XIX, por el Imperio británico.
El Reino Unido tiene relaciones muy estrechas con Australia, debido a su pasado colonial británico, y ambos son Reinos de la Mancomunidad de Naciones. Sin embargo, el Reino Unido abandonó la Unión Europea en 2020 y la alianza AUKUS se creó en 2021.

## Comercio
La UE es el segundo socio comercial más grande de Australia, después de China, y Australia es el 18° lugar. Las exportaciones de Australia están dominadas por los productos minerales y agrícolas. Sin embargo, el 37% del comercio es en servicios comerciales, especialmente transporte y viajes. Las empresas de la UE tienen una fuerte presencia en Australia (aproximadamente 2360) con una facturación estimada de 200.000 millones de euros (algo más del 14% de las ventas totales en Australia). Estas empresas crearon directamente 500,000 empleos en Australia. La UE es el segundo destino más grande de inversión extranjera en Australia y la UE es, con mucho, la mayor fuente de inversión extranjera en Australia: 2.800 millones de euros en 2009 (11.600 millones en 2008). El comercio creció, pero disminuyó en 2009 debido a la crisis financiera mundial. En las últimas décadas, se ha sugerido un tratado de libre comercio (TLC) entre Australia y Nueva Zelanda con la Unión Europea.